# MU Legend (MU2)
MU Legend este continuarea jocului original MU Online - unul dintre primele MMORPG 3D din Coreea de Sud.
Ca și predecesorul său, MU2 este dezvoltat de către compania coreeană de jocuri Webzen. 
Proiectul a fost elaborat de ceva timp, fiind zvonuri despre începutul acestuia încă din anul 2004 și fiind dezvoltat oficial din anul 2009.
Prima apariție a jocului MU2 a avut loc pe 10 noiembrie 2011 la expoziția de jocuri G-Star din Busan.
Jocul este bazat pe platforma Unreal Engine 3 și se așteaptă a avea aceleași trăsături ca MU Online la nivel de interfață și control.
- La 23 septembrie 2015, site-ul oficial a fost actualizat cu pagina de afișare a jocului MU2.

- Pe 25 octombrie 2016 s-a anunțat deschiderea closed beta.

- Lansarea jocului oficial se preconizează a fi în luna septembrie a anului 2017.